# Tetropium danilevskyi
Tetropium danilevskyi là một loài bọ cánh cứng trong họ Cerambycidae.